# 리키 린드홈
리키 린드홈(Riki Lindhome, 1979년 3월 5일 ~ )은 미국의 배우, 희극인, 음악가이다. 케이트 미쿠치와 함께 코미디 포크 듀오 "가펑클 앤드 오츠"로 활동한다.

## 출연 작품

### 영화
- 밀리언 달러 베이비 (2004)
- 펄스 (2006)
- 마이 베프 걸 (2008)
- 파우더 블루 (2008)
- 체인질링 (2008)
- 왼편 마지막 집 (2009)
- 펀 사이즈 (2012)
- 헬베이비 (2013)
- 스폰지밥 3D (2015)
- 레고 배트맨 무비 (2017)
- 언더 더 실버레이크 (2018) - 여배우 역
- 나이브스 아웃 (2019)

### 텔레비전
- 뱀파이어 해결사 (2002)
- 길모어 걸스 (2002-06)
- 빅뱅 이론 (2008, 2017)
- 로앤오더: 성범죄 전담반 (2020)
- 그레이스 앤 프랭키 (2022)
- 웬즈데이 (2022)